# Liste der Fluggesellschaften in Brunei

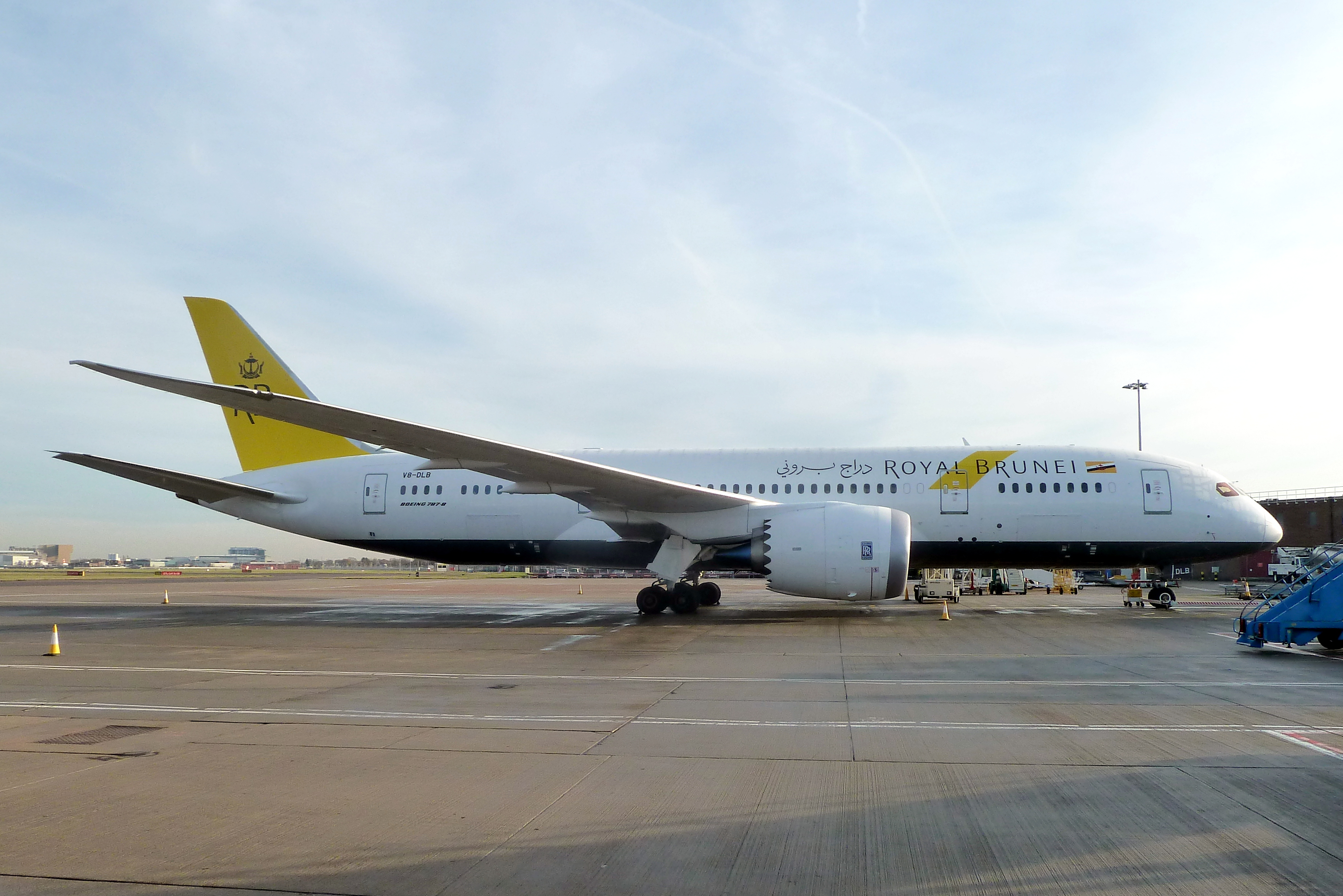
Maschine der Royal Brunei Airlines

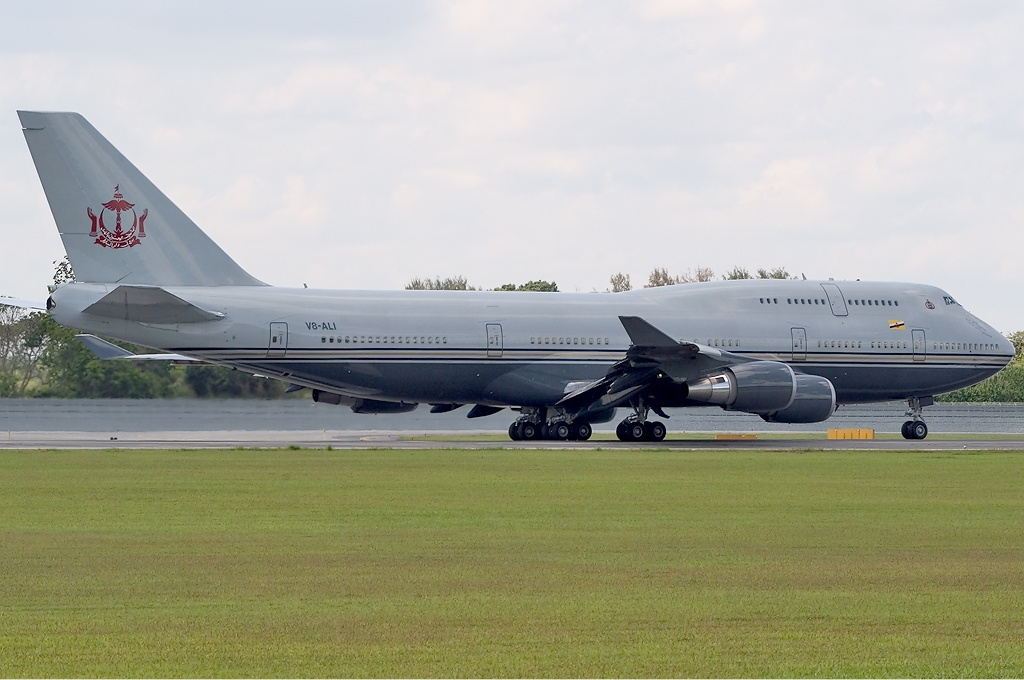
747-400 der Sultan's Flight

Dies ist eine Liste der Fluggesellschaften in Brunei, die bei der IATA oder ICAO registriert sind bzw. es waren.

## Aktuelle Fluggesellschaften
- Royal Brunei Airlines (seit 1975)
- Sultan’s Flight (seit 1979) – Privatflugzeuge des Sultan von Brunei

## Ehemalige Fluggesellschaften
- Darussalam Air (2014)